# Tetrasacharidy
Tetrasacharidy jsou tvořeny 4 cukernými jednotkami (monosacharidy), které jsou navzájem pospojovány glykosidickými vazbami. Jsou většinou neredukující, redukční účinky jsou u nich přítomné jen někdy na některém z koncových monosacharidů a jsou velmi slabé.

## Dělení tetrasacharidů
- Homotetrasacharidy jsou složeny ze čtyř stejných monosacharidových jednotek.

- Heterotetrasacharidy jsou složeny z nejméně dvou různých monosacharidů

## Příklady
- Stachyóza, obsažená například v semenech luštenin.[1]